# ويلبر هاردن
ويلبر هاردن (بالإنجليزية: Wilbur Harden)‏ هو عازف جاز وملحن أمريكي، ولد في 31 ديسمبر 1924 في برمنغهام في الولايات المتحدة، وتوفي في 1 يونيو 1969 في نيويورك في الولايات المتحدة.

## وصلات خارجية
- ويلبر هاردن على موقع ميوزك برينز (الإنجليزية)
- ويلبر هاردن على موقع أول ميوزيك (الإنجليزية)
- ويلبر هاردن على موقع ديسكوغز (الإنجليزية)